# Ухтомский, Эспер Алексеевич

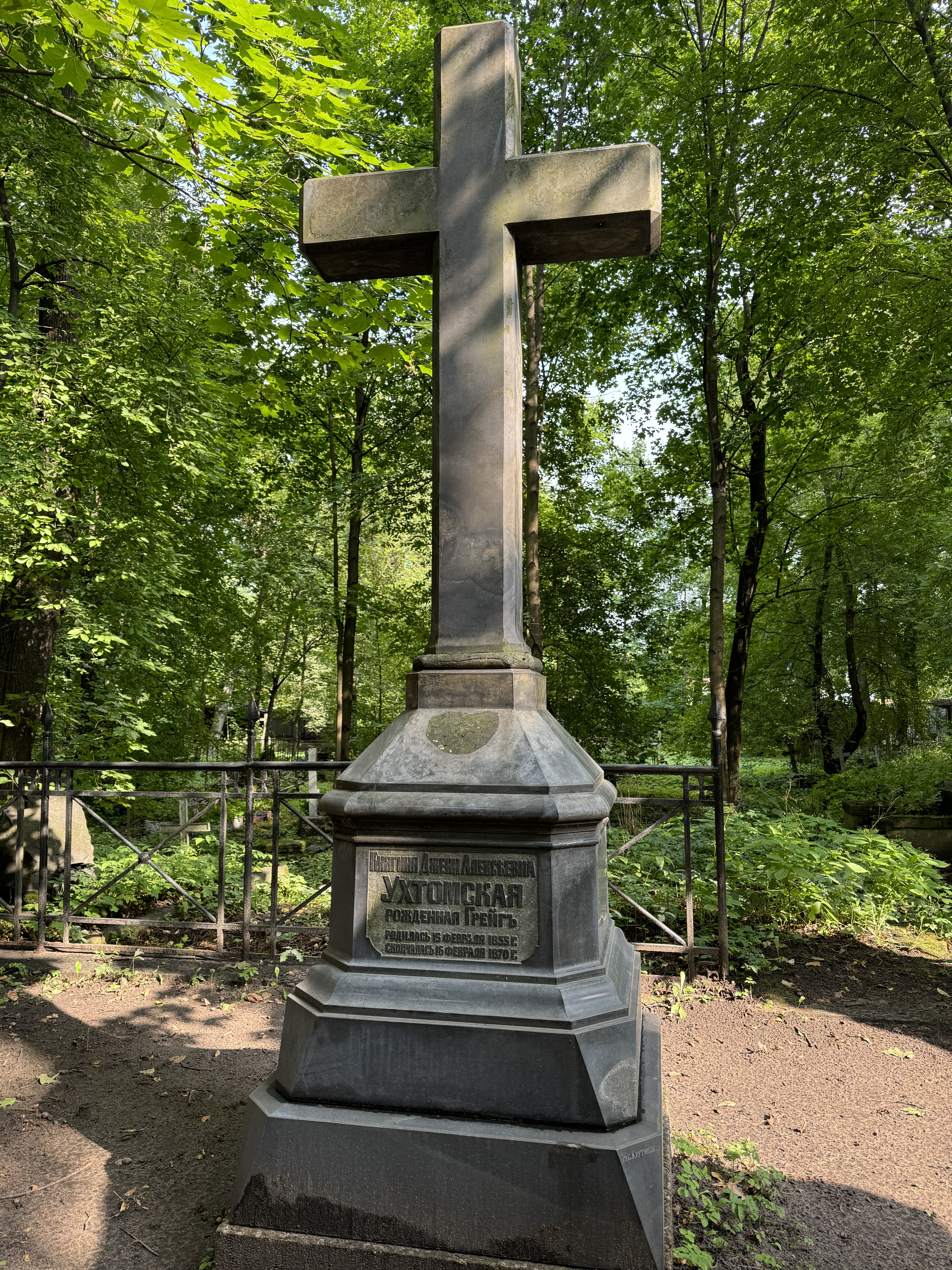
Могила Д. А. Грейг (жены Э. А. Ухтомского) на Смоленском лютеранском кладбище

Князь Эспер Алексеевич Ухтомский (1834—1885) — русский морской офицер, участник обороны Севастополя, отец известного дипломата и публициста князя Эспера Эсперовича Ухтомского.

## Биография
Участвовал в обороне Севастополя, в чине мичмана состоял сигнальным офицером штаба В. А. Корнилова. Служил адъютантом Великого князя Константина Николаевича.
Участвовал в кругосветном путешествии на корвете «Витязь» и походе И. С. Унковского на фрегате «Аскольд» в Японию (состоял старшим офицером).
На 1870 год был капитаном 1-го ранга.
С 1881 года служил помощником морского агента в Австрии и Италии.
Один из основателей Русского страхового общества и Товарищества Русского Восточного пароходства, осуществлявшего рейсы в Индию и Китай.
Скончался в Веве, Швейцария от чахотки 21 апреля 1885 года. Похоронен на местном кладбище Сен-Мартен.

## Семья
Был женат на Евгении (Дженни) Алексеевне Грейг (1835—1870), дочери известного адмирала Алексея Самуиловича Грейга. Их сын — знаменитый востоковед, дипломат и публицист князь Эспер Эсперович Ухтомский